# Jacqueline Robin
Jacqueline Robin   (Sench Astier, 11 de desembre de 1917 - Taverny, 3 de febrer de 2007) va ser professora de música i una pianista francesa.
Als 10 anys va ingressar al Conservatori de París on va guanyar cinc primers premis. El 1945 va formar un famós duo de pianistes amb Geneviève Joy (la qual esdevindria la dona del compositor francès Henri Dutilleux).

## Carrera
Familiaritzat amb Poulenc, Milhaud, Jolivet, Dutilleux, Ohana, Ballif, Louvier i molts altres compositors les obres dels quals havia interpretat o creat, Jacqueline Robin era una músic consumada i una pianista d'una subtilesa extraordinària. Va ser, primer sota el nom de Jacqueline Bonneau, la parella buscada dels més grans cantants de la seva època Schwarzkopf, Souzay, Haefliger, Stich-Randal, intenses col·laboracions de les quals el disc conté testimonis commovedors. Més de noranta enregistraments, que donen un lloc privilegiat a la música de cambra, sobretot amb Geneviève Joy en un duo de piano sense equivalent avui, o fins i tot amb la violinista Michèle Auclair, potser han eclipsat una mica el solista excepcional que va saber ser a Mozart, Schubert, Schumann o la música francesa i contemporània. Els gravats que va dedicar a Boëly, un compositor francès preromàntic, ens restitueixen, afortunadament, la puresa del seu joc fluid i colorit, amb una respiració àmplia, transparent però sempre harmònicament rica i marcada per un pedal impecable.
La seva sòlida formació en l'escriptura, adquirida de Jean Gallon, amb qui va ser companya, ja admiradora, d'Henri Dutilleux, li va permetre recolzar la seva imaginació amb un coneixement viu dels textos, lluny de tot academicisme, i per inculcar als seus alumnes el gust pel descobriment així com la comprensió de la bellesa.
Estimava profundament el Conservatori Nacional Superior de París on va ensenyar lectura a primera vista des de 1968 fins a 1988, una classe el nom massa modest de la qual va saber assumir amb un significat important per a els dels seus alumnes que, integrant la casa gran gràcies al domini d'unes quantes peces de concurs, van tenir tota la música per descobrir. S'havia compromès amb paciència i mètode a donar-los les tecles, posant-les al seu torn a dos pianos o a quatre mans, convidant un cantant a la classe o oferint-se a llegir un extracte de West Side Story.
En els últims anys de la seva vida, Jacqueline Robin va ensenyar a molts joves solistes cada estiu durant les classes magistrals a Sophia-Antipolis (Alps Marítims).
Va morir a principis de febrer de 2007, després d'un ictus. L'any 2015, la localitat de Taverny va retre homenatge a Jacqueline Robin donant nom al nou Conservatori amb influència municipal, un establiment que acull anualment més de 500 alumnes.
Descansa a l'antic cementiri d'Eaubonne (Val-d'Oise).

## Vida privada
Jacqueline Robin es va casar per primera vegada a Évreux el 22 de gener de 1940 amb el compositor i director d'orquestra Paul Bonneau, de qui es va divorciar l'any 1959. La parella va tenir un fill, Christian Bonneau (també compositor-arranjador), la padrina del qual va ser Geneviève Joy. Es va tornar a casar el 6 de novembre de 1959 a París amb Claude Robin, enginyer i director d'empresa, amb qui va tenir un fill. Claude Robin va morir el 2020.

## Discografia
Per al recital, va ser la primera parella de Gérard Souzay.
- Lieder: Schubert. Amb Gérard Souzay baríton, Jacqueline Bonneau i Dalton Baldwin al piano. Ref Testament 1CD.
- Lieder: Schubert, La Belle Meunière, Ernst Haefliger, tenor i Jacqueline Bonneau, piano Deutsche Grammophon, Haefliger edition
- Cançó: Schumann Wolf. Amb Gérard Souzay baríton, Jacqueline Bonneau i Dalton Baldwin al piano. Ref Testament 1CD.
- Lieder: Schubert, Wolf, Strauss, Elizabeth Schwarzkopf i Jacqueline Robin, Festival d'Estrasburg 1960
- Melodia francesa: Canteloube, Debussy, Roussel...Gérard Souzay, Geneviève Touraine i Jacqueline Robin, cd Lys
- Melodia francesa: Ravel, Debussy Ariettes forgetes, Graziella Sciutti i Jacqueline Bonneau, cd Philips 4427502
- "Cançons i àries barroques, clàssiques i tradicionals": Couperin, Lully, Rameau, Gluck: melodies amb acompanyament de piano i orquestra. Orchestre des Concerts du Conservatoire, Gérard Souzay, Robert Cornman i Jacqueline Bonneau de Testament (CD d'àudio - 2003).
- Melodies amb acompanyament de piano i orquestra: Falla, Ravel, Fauré de Gérard Souzay, Dalton Baldwin, i Jacqueline Bonneau per Testament (CD d'àudio - 2003)
- Bartok: sonata per a 2 pianos i percussió, Jacqueline Robin i Geneviève Joy, Jean-Claude Casadesus
- Sonata per a piano op.1 n°1, Caprici per a piano op. 2, Suites op.16, Étude op.6 i op.13... de Alexandre Pierre François Boëly per Jacqueline Bonneau i Jacqueline Robin CD Arion ARN 68260.